# 社会主义行动 (澳大利亚)
社会主義行動（英語：Socialist Action）是澳大利亚的一个已不存在的小型托洛茨基主义政党。它作为澳大利亚工党的一个派别成立于1985年，当时取名为战斗者。1990年，随着澳大利亚工党的右倾，战斗者离开工党，成为一个独立的组织，并更名为战斗社会主义组织。1996年，改名为社会党。2019年10月，改用现名。该党的意识形态是社会主义、马克思主义、托洛茨基主义。该党的政治立场是极左翼。该党的最高领导机构是全国委员会，实行集体领导。该党的总部位于墨尔本维多利亚贸易大厅。该党出版雜誌《社会主义者》。该党曾是国际社会主义道路的支部，在2021年因為黨內處理性侵案不當發生爭議，多數派退出國際社會主義道路，並於6月24日宣布與國際社會主義前進的合作關係。2022年，該黨停止活动。2021年分裂中的少数派则以“ISA澳大利亚”的名义继续留在国际社会主义道路。